# ビジョナリー・カンパニー 時代を超える生存の原則
『ビジョナリー・カンパニー 時代を超える生存の原則』とは、アメリカのビジネス・コンサルタントであるジェームズ・C・コリンズの著書。
企業が永続的に素晴らしくあるための要因を探求した、6年間の研究プロジェクトの結果を概説している。
初版は、1994年10月26日にHarperBusinessによって発行された。

## 背景
本書は「現在の我々の時代で最も影響力のあるビジネス書の1つ」とされている。
著者は、本に掲載された研究の2つの主要な目的を明らかにしている。
1.「非常に先見の明のある企業に共通する根底にある特性を明らかにするため」
2.「これらの発見を、企業管理に活用できるように効果的に伝えるため」